# 邕龍線戰鬥
邕龍線戰鬥發生於1940年6月17日－10月22日，地點則是在中國桂南一帶（原属扶南县一带，今扶绥县境）。是抗日戰爭主要戰鬥之一，交戰一方為國民革命軍，另一方則為日軍。